# Bulbophyllum lageniforme
Bulbophyllum lageniforme är en orkidéart som beskrevs av Frederick Manson Bailey. Bulbophyllum lageniforme ingår i släktet Bulbophyllum och familjen orkidéer. Inga underarter finns listade i Catalogue of Life.